# Пожезька жупанія

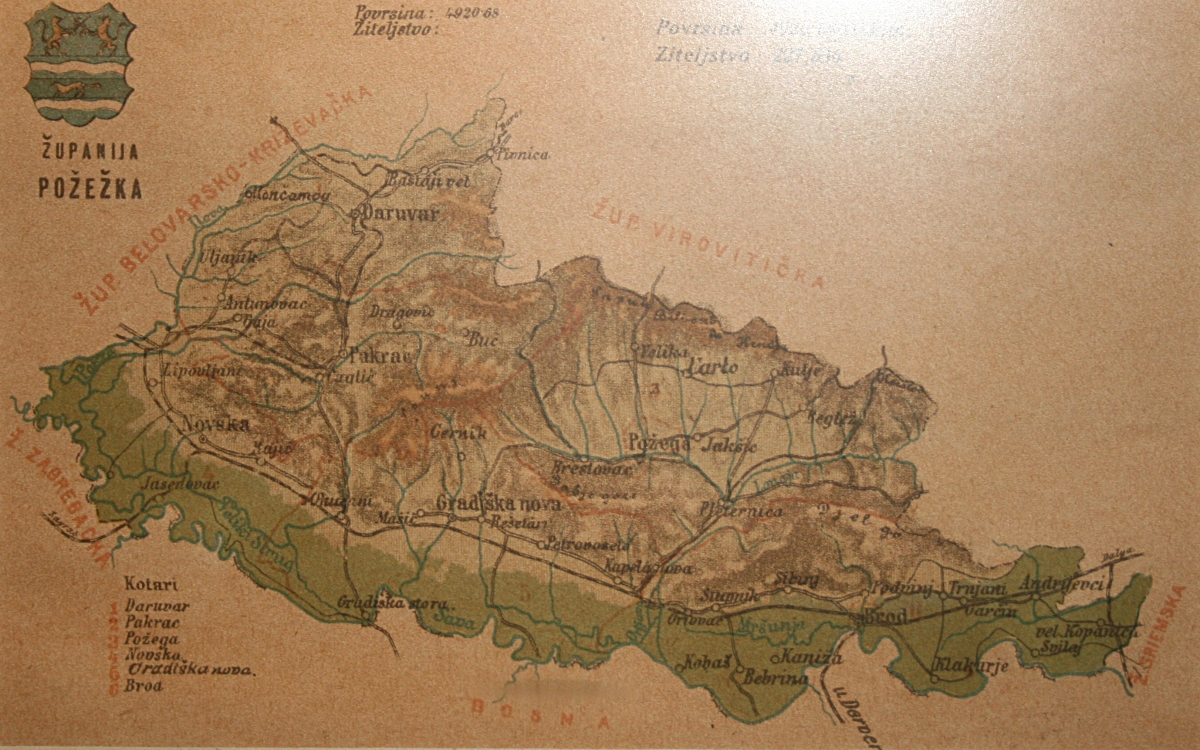
Історична карта Пожезької жупанії

Пожезька жупанія (хорв. Požeška županija, угор. Pozsega vármegye, лат. Comitatus Poseganus) — адміністративно-територіальна одиниця (жупанія) Королівства Хорватія і Славонія, що входило до угорської частини дуалістичної Австро-Угорщини. Простягалася вздовж правого (північного) берега річки Сава. Межувала з австрійсько-угорською Боснією і Герцеговиною та хорватсько-славонськими Загребською, Б'єловарсько-Крижевецькою, Вировитицькою і Сремською жупаніями. Її адміністративним центром була Пожега.

## Історія
Територія Пожезької жупанії входила до складу Королівства Хорватія, яке 1102 року вступило в особисту унію з Угорським королівством.
Пожезька жупанія (комітат), ймовірно, утворилася в XII столітті шляхом поділу Баранського комітату. Найдавніший історичний запис про Пожезьку жупанію як comitatus de Posega зберігся в грамоті, виданій королем Угорщини Андрієм II 1210 року, яка підтверджує право власності на землю, залишену лицарям тамплієрів палатином Угорщини Чепаном Дьором. Найдавніша збережена згадка про місто Пожега як про castrum de Posega датується 11 січня 1227 року в документі, виданому папою Гонорієм III. Папа підтвердив рішення Андрія II про надання влади над Пожегою архієпископу Калочи Угрину Чаку.
1527 року після смерті Людовика ІІ і спричиненої цим кризи наступництва хорватський парламент, зібравшись у Цетині, обрав новим королем Хорватії ерцгерцога Австрії Фердинанда І, приєднавши таким чином Хорватське королівство до Габсбурзької монархії. Під той час Пожезька жупанія припинила існування, оскільки через територіальні втрати на користь Османської імперії залишилося тільки три хорватські жупанії: Загребська, Вараждинська і Крижевецька. Територія жупанії підпала під владу османських завойовників у результаті «столітньої хорватсько-османської війни», а саме місто Пожега турки-османи підкорили в 1537 році. Пожезьку жупанію після відвоювання її в Османської імперії було відновлено в 1745 році. Коли 1918 року хорватський парламент розірвав державно-правові відносини з Австрією та Угорщиною, жупанія опинилася в Державі словенців, хорватів і сербів, а 4 червня 1920 року, згідно з Тріанонським договором, увійшла до новоутвореного Королівства СХС.

## Населення
1900 року жупанія налічувала 229 361 жителя, які поділялися на такі мовні спільноти:
- хорватська: 124 207 (54,2 %)
- сербська: 58 905 (25,6 %)
- угорська: 13 762 (6,0 %)
- німецька: 12 965 (5,7 %)
- словацька: 1 245 (0,5 %)
- румунська: 269 (0,1 %)
- руська: 181 (0,1 %)
- інші чи невідомі: 17 827 (7,8 %)

Згідно з переписом населення 1900 р., жупанія включала такі релігійні громади:
- римокатолики: 161 883 (70,6 %)
- православні серби: 59 332 (25,9 %)
- лютерани: 3 216 (1,4 %)
- юдеї: 2 390 (1,0 %)
- кальвіністи: 2 270 (1,0 %)
- грекокатолики: 217 (0,1 %)
- унітаріани: 1 (0,0 %)
- інше чи невідомі: 52 (0,0 %)

1910 року жупанія налічувала 265 272 жителі, які поділялися на такі мовні спільноти:
- хорватська: 142 616 (53,76 %)
- сербська: 66 783 (25,18 %)
- угорська: 16 462 (6,21 %)
- німецька: 13 143 (4,95 %)
- словацька: 3 352 (1,26 %)
- румунська: 154 (0,06 %)
- руська: 2 888 (1,09 %)
- інші чи невідомі: 19 874 (7,49 %)

Згідно з переписом населення 1910 р., жупанія включала такі релігійні громади:
- римокатолики: 185 896 (70,1 %)
- грецькі православні: 67 273 (25,4 %)
- лютерани: 3 410 (1,3 %)
- кальвіністи: 3 227 (1,2 %)
- юдеї: 2 432 (0,9 %)
- грекокатолики: 677 (0,2 %)
- унітаріани: 5 (0,0 %)
- інше чи невідомі: 43 (0,0 %)

## Адміністративний поділ
Жупанія на початку ХХ ст. мала такий адміністративно-територіальний поділ: 
| Дистрикти          | Дистрикти        |
| Район              | Столиця          |
| ------------------ | ---------------- |
| Daruvar            | Дарувар          |
| Nova Gradiška      | Нова Градишка    |
| Novska             | Новська          |
| Pakrac             | Пакраць          |
| Požega             | Пожега           |
| Slavonski Brod     | Славонський Брод |
| Муніципальні міста |                  |
| Славонський Брод   |                  |
| Пожега             |                  |